# Baschkirische Sprache
Die baschkirische Sprache (башҡорт телеⓘ [bɑʃqort tɯ̞ɫɯ̞]) ist eine westtürkische Sprache der uralischen Untergruppe. Sie gehört zur Familie der Turksprachen. Sie ist Amtssprache in Baschkortostan und erst seit 1923 Schriftsprache.

## Hauptverbreitungsgebiet
Baschkirisch wird heute vor allem in der zu Russland gehörenden Republik Baschkortostan und dem angrenzenden Tatarstan gesprochen. Auch lebt in der Republik Mari El eine baschkirische Minderheit. Bei der letzten Volkszählung der UdSSR (1989) gaben über 1,047 Millionen Baschkiren Baschkirisch als Muttersprache und 26.737 als Zweitsprache an. Rund 300.000 Baschkiren sprechen tatarisch als Muttersprache. Daneben sind größere baschkirische Minderheiten in den Gebieten um Tscheljabinsk, Perm, Orenburg, Jekaterinburg und Kurgan ansässig. Große baschkirische Volksgruppen leben auch in Kasachstan (41.847) und Usbekistan (34.771).

## Namensherkunft
Der Name leitet sich von der Volksgruppe der Baschkiren ab. Das Wort баш/baş bedeutet „Haupt“ und ҡорт/qort wird mit „Wolf“ (vergleiche türkisch kurt) gleichgesetzt. Der Begriff „Haupt-Wolf“ war augenscheinlich eine Bezeichnung der alten Turkvölker für einen Hauptclan einer Gruppe.

## Klassifizierungsmöglichkeiten
Baschkirisch wird mitunter verschieden klassifiziert. So listet das „Fischer Lexikon Sprachen“ (1961) diese Sprache wie folgt auf:
- Turksprachen
  - Westlicher Zweig
    - Bulgarische Gruppe
    - Die oghusische Gruppe
    - Kiptschakische Gruppe
      - Kiptschak-oghusische Gruppe
      - Kyptschakbulgarisch (oder Kyptschaktatarisch)
        - Baschkirisch

Dagegen führt das „Metzler Lexikon Sprache“ (1993) das Baschkirische wie folgt an:
- Turksprachen
  - Südwesttürkisch (Oghusisch)
  - Osttürkisch (Karlukisch)
  - Westtürkisch (Kiptschakisch)
    - Uralisch (Kiptschak-Bulgarisch)
      - Baschkirisch

Die aktuelle Klassifizierung kann im Artikel Turksprachen eingesehen werden.

## Dialekte und Alphabete
Baschkirisch wurde erst sehr spät eigenständige Schriftsprache. Im 15. Jahrhundert verwendeten die Baschkiren das in arabischer Schrift geschriebene Tschagatai. Im späten 19. Jahrhundert übernahmen sie das ebenfalls arabischgeschriebene Tatarische.
1923 wurde für das Baschkirische auf der Grundlage der Dialekte Kuvakan und Yurmati eine eigene Schriftsprache entwickelt, die ebenfalls in einem modifizierten arabischen Alphabet geschrieben wurde. 1930 wurde die Latinisierung des Baschkirischen durchgeführt und die Schriftsprache auf das Einheitliche Alphabet umgestellt. Doch bereits im Winter 1938 wurde das Baschkirische wegen der Durchführung eines von Moskau geforderten obligatorischen Russisch-Unterrichtes auf ein modifiziertes kyrillisches Alphabet umgestellt.
Tabelle mit dem baschkirischen Kyrillalphabet
| Аа | Бб | Вв | Гг | Ғғ | Дд | Ҙҙ | Ее | Ёё |
| Жж | Зз | Ии | Йй | Кк | Ҡҡ | Лл | Мм | Нн |
| Ңң | Оо | Өө | Пп | Рр | Сс | Ҫҫ | Тт | Уу |
| Үү | Фф | Хх | Һһ | Цц | Чч | Шш | Щщ | Ъъ |
| Ыы | Ьь | Ээ | Әә | Юю | Яя |    |    |    |

Die baschkirische Sprache ist bis heute dialektal stark gegliedert. Ihre Dialekte sind am nächsten mit dem Tatarischen verwandt und teilweise stark von ihm beeinflusst. Detaillierte Untersuchungen wurden von Sarija Mirschanowa durchgeführt. Diese baschkirischen Dialekte werden heute allgemein in drei Gruppen untergliedert:
1. Kuvakan („Berg-Baschkirisch“)
2. Yurmati („Steppen-Baschkirisch“)
3. Burschan („West-Baschkirisch“)

Mit dem beginnenden Zerfall der Sowjetunion ab 1988 forderten pantürkische Kreise der baschkirischen Bevölkerung die Wiedereinführung des arabischen Alphabetes und des abgeschafften Tschagatai. Eher westlich orientierte Kreise forderten die Einführung des modernen türkischen Lateinalphabetes als „sichtbaren Ausdrucks für die Westöffnung“ der russischen Turkvölker.
Die Baschkiren experimentierten eine Zeitlang mit verschiedenen Lateinalphabeten herum und auf der Basis des tatarischen Lateinalphabetes wurde auch ein baschkirisches Musteralphabet entworfen.
Gegenüberstellung des baschkirischen, tatarischen und türkischen Lateinalphabetes:

Baschkirisch: Aa Ää Bb Dd Źź Ee Ff Gg Ğğ Xx Hh Iı İi Jj Kk Qq Ll Mn Nn Ññ Oo Öö Pp Rr Ss Şş Śś Tt Uu Üü Ww Yy Zz

Tatarisch: Aa Ää Bb Cc Çç Dd Ee Ff Gg Ğğ Hh Xx Iı İi Jj Kk Qq Ll Mn Nn Ññ Oo Öö Pp Rr Ss Şş Tt Uu Üü Ww Yy Zz

Türkisch: Aa Bb Cc Çç Dd Ee Ff Gg Ğğ Hh Iı İi Jj Kk Ll Mn Nn Oo Öö Pp Rr Ss Şş Tt Uu Üü Vv Yy Zz
Letztendlich konnte sich dieses baschkirische Lateinalphabet nicht durchsetzen und so wird diese Sprache bis heute mit kyrillischen Buchstaben geschrieben, auch da staatlicherseits die Verwendung des kyrillischen Alphabets vorgeschrieben wurde.
Militante Baschkiren verwenden für die Gestaltung ihrer Internetseiten das „baschkirische Lateinalphabet“, um damit einen neuen Panturkismus zu propagieren.
Der dreibuchstabige Sprachcode nach ISO 639-2 ist „bak“, der zweibuchstabige Code nach ISO 639-1 ist „ba“.

## Phonologie
Das Baschkirische besitzt – im Vergleich zu einer anderen Turksprache, dem Türkischen – ein gemäßigt großes Inventar an konsonantischen Lauten. Insgesamt gibt es 32 Laute bzw. Buchstaben:
|             | vorne | vorne | zentral | hinten | hinten |
|             | ung.  | ger.  |         | ung.   | ger.   |
| ----------- | ----- | ----- | ------- | ------ | ------ |
| geschlossen | i     | ʏ     |         | ɯ̞      | u      |
| mittig      | ɪ̞     | ʏ̞     | (ə)     |        | ʊ̞~o    |
| offen       | æ     |       |         | ɑ      |        |

|             | bilabial | dental | alveolar | postalveolar | palatal | labiovelar | velar | uvular | glottal |
| ----------- | -------- | ------ | -------- | ------------ | ------- | ---------- | ----- | ------ | ------- |
| Nasal       | m        |        | n        |              |         |            | ŋ     |        |         |
| Plosiv      | p b      |        | t d      |              |         |            | k g   | q      |         |
| Frikativ    |          | θ ð    | s z      | ʃ ʒ          |         |            |       | χ ʁ    | h       |
| Approximant |          |        |          |              | j       | w          |       |        |         |
| Vibrant     |          |        | r        |              |         |            |       |        |         |
| Lateral     |          |        |          | l            |         |            |       |        |         |

Erwähnenswert ist das Vorhandensein der dentalen Frikative /θ/ und /ð/, die in Turksprachen normalerweise nicht existieren, aber beispielsweise im Turkmenischen zu finden sind. Das Baschkirische wiederum besitzt nicht nur die dentalen, aber auch die alveolaren Frikative, im Gegensatz zum Turkmenischen, welches nur die dentalen Frikative besitzt. Dazu verlor man im Laufe der Zeit die bei den türkischen Sprachen sehr weit verbreiteten postalveolaren Affrikate /tʃ/ und /dʒ/.